# Місячна веселка (премія)
Місячна веселка (рос. Лунная радуга) — російська літературна премія з фантастики, заснована у 2005 році письменником Сергієм Павловим за участю створеного ним громадського об'єднання «Проєкт „Позазем'я“», що присуджувалась до 2015 року. Премія вручалась як письменникам-фантастам, у творчості яких спостерігався значний професійний ріст, а також нові ідеї, що можуть прислужитися розвитку науки й космонавтики, так і за загальний внесок у розвиток фантастики, і за розвиток фантастики поза літературною сферою.

## Історія
Літературна премія «Місячна веселка» заснована Сергієм Павловим за участю створеного ним громадського об'єднання «Проєкт „Позазем'я“» 30 червня 2005 року. Висування претендентів на отримання премії проводилось на сайті об'єднання «Проєкт „Позазем'я“», причому висувати претендентів мали право усі зареєстровані користувачі порталу. Претендувати на премію могли як російські письменники-фантасти, у творчості яких спостерігався значний професійний ріст, а також нові ідеї, що можуть прислужитися розвитку науки й космонавтики, а також письменники, які зробили великий загальний внесок у розвиток фантастики. Також премія присуджувалась російськомовним письменникам з інших країн, які на думку користувачів сайту зробили значний внесок у розвиток та популяризацію російськомовної фантастики. Також премія присуджувалась і за розвиток фантастики поза літературною сферою, зокрема премію отримали низка російських космонавтів та інтернет-діяч Ігор Нікішин. Лауреатів премії в обох номінаціях визначав особисто Сергій Павлов, у деякі роки премії по одній із номінацій могли й не вручатися. Лауреатам премії вручались диплом, нагрудний знак «Зірка Ампари» (за назвою літературного твору Павлова, який є продовженням роману «Місячна веселка», який і дав назву премії), а також грошовий приз і подарунки від співзасновників, спонсорів та партнерів премії. Премія вручалась за підсумками попереднього року, останнє вручення відбулось 29 травня 2015 року за підсумками 2014 року.

## Лауреати
| Рік  | Номінація в галузі літератури                                              | Номінація за внесок у розвиток фантастики |
| ---- | -------------------------------------------------------------------------- | --- |
| 2005 | Гуляковський Євгеній Якович за книгу «Зворотна сторона часу»               | Піщенко Віталій Іванович за згуртування письменників-фантастів за допомогою «Школи Єфремова» |
| 2006 | Прошкін Євген Олександрович за книгу «Винищувач „Батьківщина“»             | Ігор Нікішин за популяризацію російської фантастики в Інтернеті |
| 2007 | Калугін Олексій Олександрович за книгу «Лінкор „Дасоку“»                   | Михановський Володимир Наумович за багаторічну відданість жанру фантастики |
| 2008 | Злотников Роман Валерійович за дилогію «Імперія»                           | Прашкевич Геннадій Мартович за літературознавче видання «Червоний сфінкс. Історія російської фантастики від В. Ф. Одоєвського до Бориса Штерна»; космонавтів та кандидатів у космонавти Олену Сєрову, Марка Сєрова, Андрія Борисенка, Сергія Рязанського, Юрія Усачова за самовідданість у бажанні зробити фантастику реальністю |
| 2009 | Березін Федір Дмитрович за книгу «Війна 2030. Прапори наших дітей»         | Анна Самойлова за організацію і проведення літературного конкурсу «Зірки Позазем'я» |
| 2010 | Басов Микола Владленович за книгу «Світ Вічного Полудня. Експансія»        | Кудрявцев Леонід Вікторович за багаторічну відданість жанру фантастики |
| 2011 | Громов Олександр Миколайович за дилогію «Ребус-фактор» і «Людина відусюди» | Не присуджувалася |
| 2012 | Не присуджувалась                                                          | Гусєв Володимир Сергійович за внесок письменника іншої країни в розвиток російськомовної фантастики |
| 2013 | Едуард Катлас за книгу «Прикладне терраформування»                         | Ганічев Валерій Миколайович за визначний організаційний внесок у розвиток російської фантастики |
| 2014 | Не присуджувалась                                                          | Забірко Віталій Сергійович за внесок письменника іншої країни в розвиток російськомовної фантастики |
| 2015 | Русанов Владислав Адольфович за трилогію «Клинки Порубіжжя»                | Не присуджувалася |